# Savanna Cider

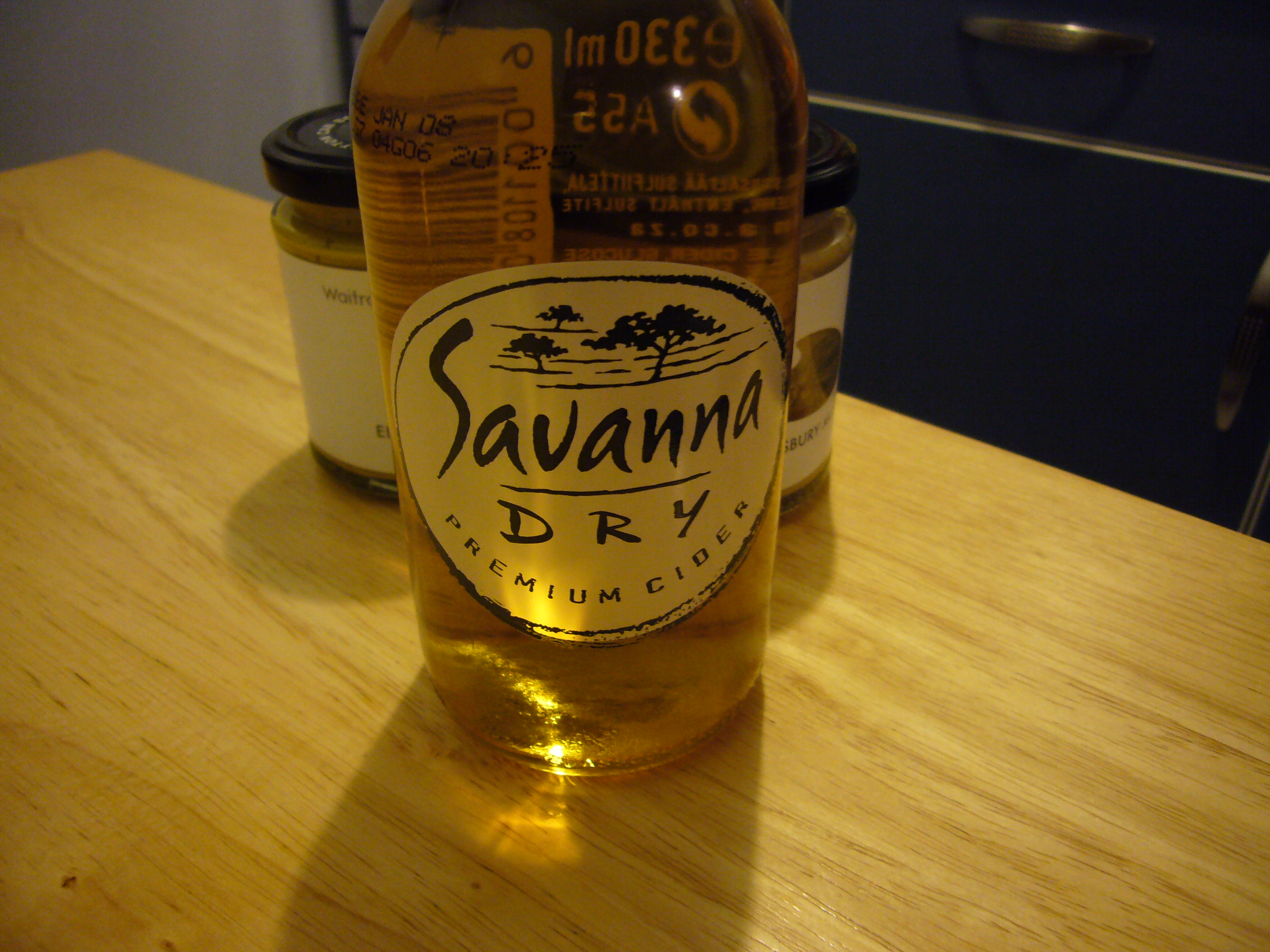
Savanna cider

Savanna is een cider uit Zuid-Afrika. Het is gemaakt van onder meer grannysmith- en Pink Lady-appels groeiend in het Elgin gebied op de West-Kaap van Zuid-Afrika. Savanna wordt ijskoud met een citroentje in de fleshals gedronken en bevat 5,5% alcohol.

## Geschiedenis
Savanna werd in 1996 gelanceerd in Zuid-Afrika door de producent Distell en is daar succesvol. In 2007 werd Savanna geïntroduceerd op de Nederlandse markt.